# ضرار بن الأزور
ضرار بن الأزور الأسدي هو صحابي جليل، قاتل مع المسلمين و كان يلقب بشيطان عاري الصدر و الروم الذي لقبوه بهاذا ألقب.وقع اسيراً بيد الروم و ثم حرروه المسلمين.

## نسبه
- هو ضرار بن الأزور وهو مالك بن أوس بن جذيمة بن ربيعة بن مالك بن ثعلبة بن أسد بن دودان بن أسد بن خزيمة بن مدركة بن إلياس بن مضر بن نزار بن معد بن عدنان، الأسدي.[1]

## مواقفه
أسلم بعد الفتح، وقد كان لهُ مالٌ كثيرٌ، قيل إن له ألف بعير برعاتها، فترك جميع ذلك، وأقبل على الإسلام بحماسة ووفاء، فقال له النبي محمد ﷺ: ربح البيع، ودعا الله أن لا تُغبن صفقته هذه، فقال النبي: «ما غُبِنتْ صفقتك يا ضرار».
وقيل أنه كان فارساً شجاعاً، شاعراً، ومن المحاربين الأشداء الأقوياء ومحبي المعارك، ويقول البعض أن ذكر اسمه كان كافياً ليدُب الرعب في قلوب الأعداء، وله مكانة عند النبي حيث كان يثق به، فيرسله إلى بعض القبائل فيما يتصل بشؤونهم، وقد أرسله ذات مرة ليوقف هجوم بني أسد، فقد شارك كقائد في العديد من الغزوات، كحرب المرتدين، وفتوح الشام، وكان من الذين تعاهدوا على الثبات في وجه الروم، وذلك عندما وقف عكرمة بن أبي جهل يقول: من يبايع على الموت فكان ضرار أول من استجاب له وأخذ يشجع الناس على الصبر والثبات، روى عن النبي حديث اللقوح، قال: بعثني أهلي بلقوح إلى النبي فأمرني أن أحلبها فقال: دع داعي اللبن. قيل بأن أخته هي خولة بنت الأزور رغم أن العديد من المؤرخين ينفون وجود هذه الشخصية.
قيل أنه لما قدم على الرسول كان له ألف بعير برعاتها فأخبره بما خلف وقال: يا رسول الله قد قلت شعراً. فقال: هيه فقال:
خلعت القداح وعزف القي... ن والخمر أشربها والثمالا
وكري المحبر في غمرة... وجهدي على المسلمين القتالا
وقالت جميلة: شتتن... وطرحت أهلك شتى شمالا
فيا رب لا أغبنن صفقتي... فقد بعت أهلي ومالي بدالا

## شعر ضرار بن الأزور
وقال ضرار بن الأزور في يوم عقرباء:

| ولو سئلت عنا جنوب لأخبرت   |  | عشية سالت عقرباء وملـهـم     |
| وسال بفرع الواد حتى ترقرقت |  | حجارته فيها من القوم بالـدم  |
| عشية لا تغني الرماح مكانها |  | ولا النبل إلا المشرفي المصمم |
| فإن تبتغي الكفار غير مليمة |  | جنوبا فإني تابع الدين مسلم   |
| أجاهد إن كان الجهاد غنيمة  |  | والله بالمرء المجاهد أعلــم  |

ومن شعر ضرار بن الأزور أيضا في غزو الروم:

| لك الحمد يا مولاي في كل ساعة |  | مفرج أحزاني وهمي وكربتي       |
| نلت ما أرجوه من كل راحة      |  | وجمعت شملي ثم أبرأت علتي      |
| سأفني كلاب الروم في كل معرك  |  | وذلك والرحمن أكبر همتي        |
| ويل كلب الروم إن ظفرت يدي    |  | به سوف أصليه الحسام بنقمتي    |
| وأتركهم قتلى جميعاً على الثرى |  | كما رمة في الأرض من عظم ضربتي |

## وفاته
قيل أنه توفي في طاعون عمواس ودُفن في غور الأردن في قرية ضرار، وسميت باسمه. والأصح انه توفي بطاعون عمواس لأنه شارك في فتوح الشام تحت قيادة خالد بن الوليد وأبو عبيدة بن الجراح.

## ضرار بن الأزور في السينما والتلفزيون
جسدت شخصية ضرار بن الأزور في مسلسلات عديدة ومنها:
- مسلسل خالد بن الوليد في جزئه الأول من إخراج الأردني محمد عزيزية وقام بتجسيد الدور الممثل السوري أحمد صلان.
- مسلسل خالد بن الوليد في جزئه الثاني من إخراج السوري غسان عبدالله وقام بتجسيد الدور الممثل السعودي خالد البريكي .
- مسلسل رايات الحق من إخراج الأردني محمود الدوايمة وقام بتجسيد الدور الممثل اللبناني بيير داغر.
- مسلسل تحت ظلال السيوف من إخراج المصري سعيد الرشيدي قام بتجسيد الدور الممثل المصري عبد الله غيث.